# Тарсия, Бартоломео

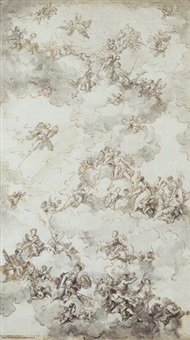
Триумф Мудрости

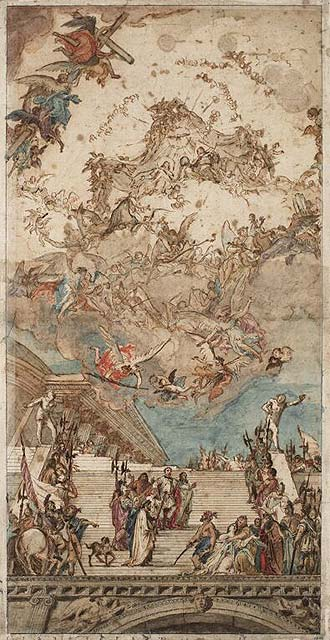
Дизайн потолка

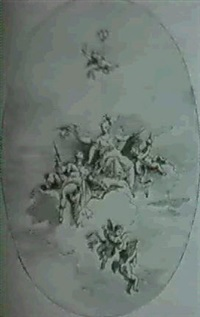
Дизайн потолка

Бартоломео (Варфоломей) Та́рсия (итал. Bartolomeo Tarsia; 1690, Венеция — 1765, Санкт-Петербург) — итальянский художник позднего барокко XVIII столетия.

## Биография
В 1722 году по приглашению графа С. Л. Рагузинского, представителя императора Петра I в Венеции, приехал в Санкт-Петербург.
В 1720-е годы украшал Большой Петергофский дворец, в 1750-е годы, когда Петергофский дворец был перестроен и расширен Б. Ф. Растрелли, также занимался его украшением. Потолок Парадной лестницы украсил плафоном «Аллегория Весны» (1751 год). Живописная работа со времени создания воспринималась как прославление Елизаветы Петровны и её царствования, отмеченное расцветом искусств, наук и ремёсел. Так же трактовалась общая символика интерьера: он раскрывается аллегорией благоденствия Российского государства и его процветания под эгидой искусств. Им же созданы плафон «Аполлон на Парнасе», плафон Картинного зала Петергофского дворца на тему «История иероглифики», созданный в 1726 году.
Плафоны погибли, но сохранились фотографии и 2 авторских эскиза, по которым можно судить, что Б. Тарсия придерживался принципов позднего барокко.
Б. Тарсия способствовал совершенствованию профессионального художественного образования в России. Директор гравировального департамента Я. Штелин пригласил его обучать рисованию русских гравёров.
В 1738—1741 г. был ведущим преподавателем «Рисовальной палаты» при основанной императором Петром I Академии наук, где готовил гравёров и иллюстраторов научных изданий, обучал рисованию с гипсов и с натуры. Покинул Россию в 1750-е гг.
Им написан заглавный лист к описанию кунсткамеры академии художеств. На листе представлена императрица Анна Иоанновна в виде матери, приводящей детей к Минерве; вдали аллегорические изображения наук и статуя Петра Великого, вверху слава с подписью: «Пётр начал, Анна совершила». Других достоверных произведений Б. Тарсия не сохранилось.